# Primero Justicia
Primero Justicia, "Rättvisa först", är ett politiskt parti i Venezuela, som tillhör oppositionen mot forna presidenten Hugo Chávez regering.
Primero Justicia grundades 1992 som en förening av en grupp studenter under ledning av Dr Alirio Abreu Burelli, domare i Venezuelas högsta domstol. Föreningen såg som sin uppgift att bidra till en reform av Venezuelas rättssystem, på grund av att de uppfattade att rättsväsendet alltmer förlorat sin makt.
Föreningen kom in på den politiska arenan som en följd av 1999 års konstitutionskonvent, under vilket de presenterade ett utkast till en ny konstitution för landet.I parlamentsvalet, 30 juli 2000, vann partiet 5 av 165 platser i Venezuelas parlament. Valet i december 2005 bojkottades av Primero Justicia. Partiets presidentkandidat för 2006 års presidentval var Julio Borges.